# Quepis

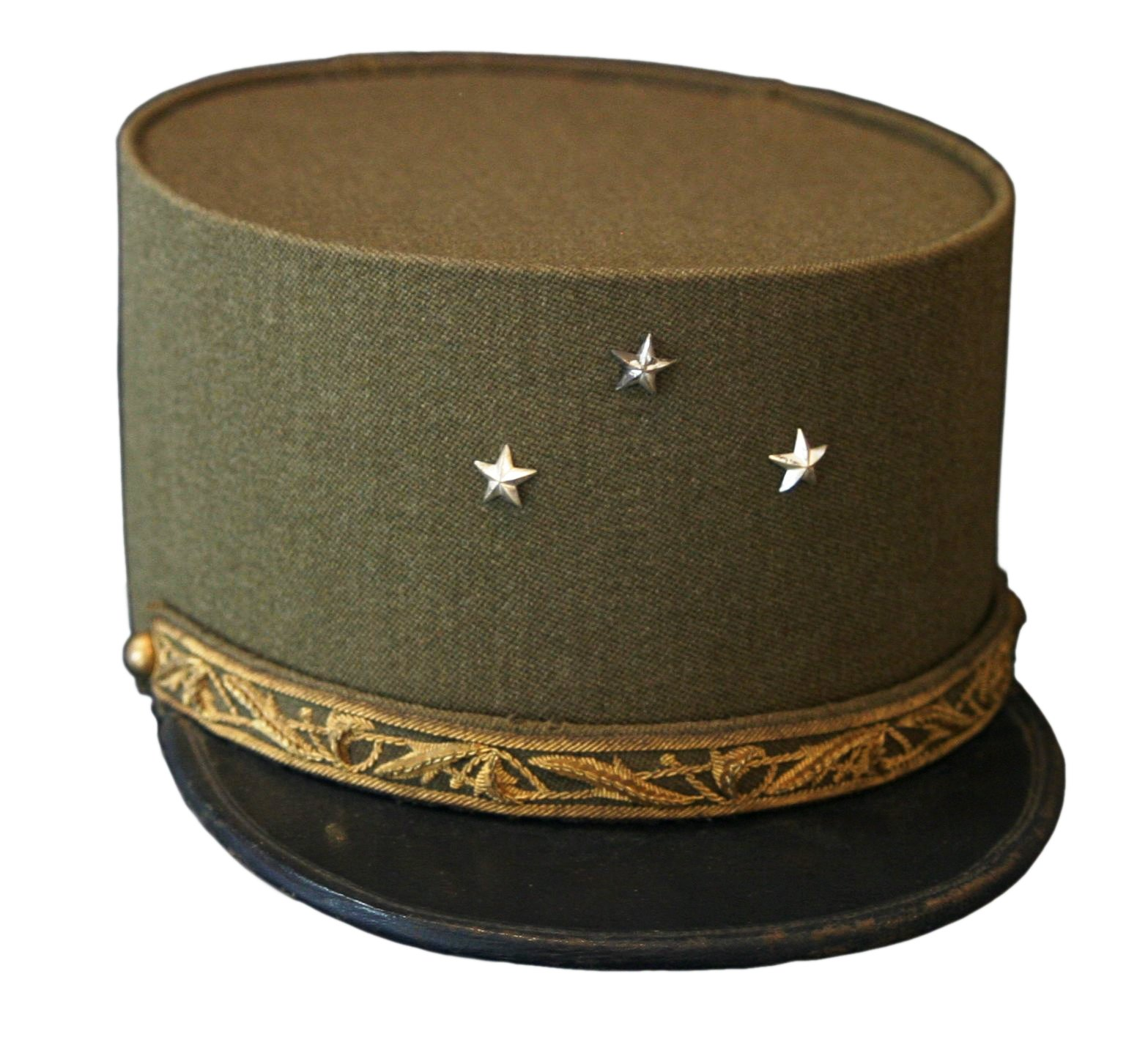
Un quepis de general de división del Ejército francés

El quepis o quepí (del francés képi) es una gorra militar. Suele estar hecha de tela blanda, con visera, y su cuerpo tubular se remata en la parte alta con un círculo rígido. Se considera el tocado tradicional de la oficialidad de los ejércitos franceses, aunque desde fines del siglo XIX era ya común en diversos ejércitos de Europa y América.
En lugares como Costa Rica y Paraguay se utiliza esta palabra u otras similares para referirse a cualquier tipo de gorra de tela.

## Etimología
La palabra viene del francés képi que se puede traducir como ‘gorro pequeño’. Por su parte  la palabra francesa deriva del alemánico Käppi que es diminutivo del alemán Kappe (sombrero). Esta misma palabra alemana está emparentada con la latina cappa (capucha).

## Historia

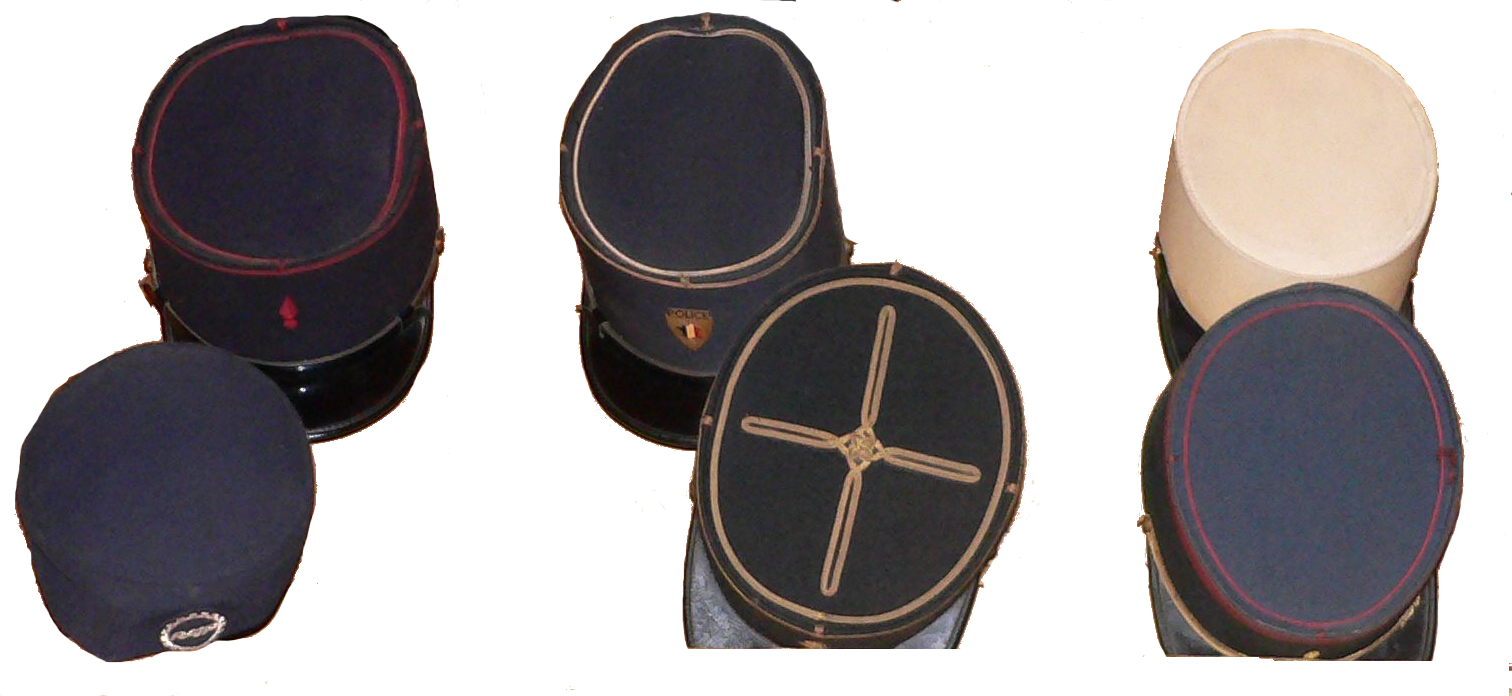
Conjunto de quepis.

El predecesor del quepis aparece en 1830 durante la ocupación de Argelia. Se trata de una serie de modelos conocidos como Casquette d’Afrique. Eran alternativas al pesado e incómodo chacó. Dada su comodidad, su uso se extendió a las tropas de la metrópoli como gorro cuartelero. En 1852 fue introducido como gorro de campaña. Llamado bonnet de police à visière, ese fue el primer modelo de quepis tal y como lo conocemos. La visera tenía una forma cuadrada que era conocida como bec du canard. Este modelo no tenía barboquejo. La Guerra de Crimea supuso el bautizo internacional del quepis, que pasó a formar parte del uniforme de varios ejércitos durante las décadas de 1860 y 1870, como el estadounidense y el ruso.
En 1876, aparece un nuevo modelo con visera redondeada. Para principios del siglo XX, el quepis se había extendido a la mayoría de las tropas del Ejército Francés convirtiéndose (junto con los pantalones rojos) en todo un símbolo del poilu o soldado galo. Las insignias del frontal expresaban el rango y las armas. Los diferentes colores de la parte alta también distinguían los tipos de armas. Así la infantería de línea vestía quepis rojo con franjas azul oscuro. La artillería lucía un quepis azul oscuro mientras que los spahis vestían el quepis de color azul claro. En la Primera Guerra Mundial se utilizó el modelo 1886. El vivo color de los quepis fue disimulado por fundas de color gris azulado tal y como hacían los efectivos de la Legión Extranjera, que vestían su quepis con tela blanca y cogotera. En 1915, con la adopción del uniforme gris-azulado y la incorporación del casco Adrian, el quepis quedó relegado de nuevo a gorro cuartelero y de la oficialidad.
La Legión Extranjera siguió vistiendo el quepis en combate hasta la década de 1920. En los años 1930 se reinventa el quepis y aparece el modelo rígido aún en uso.
La Gendarmería ha hecho del quepis todo un símbolo popularizado por el cine en múltiples ocasiones. Aún hoy a los miembros de la Legión Extranjera se les conoce como Képis blancs o quepis blancos.

## Otros ejércitos

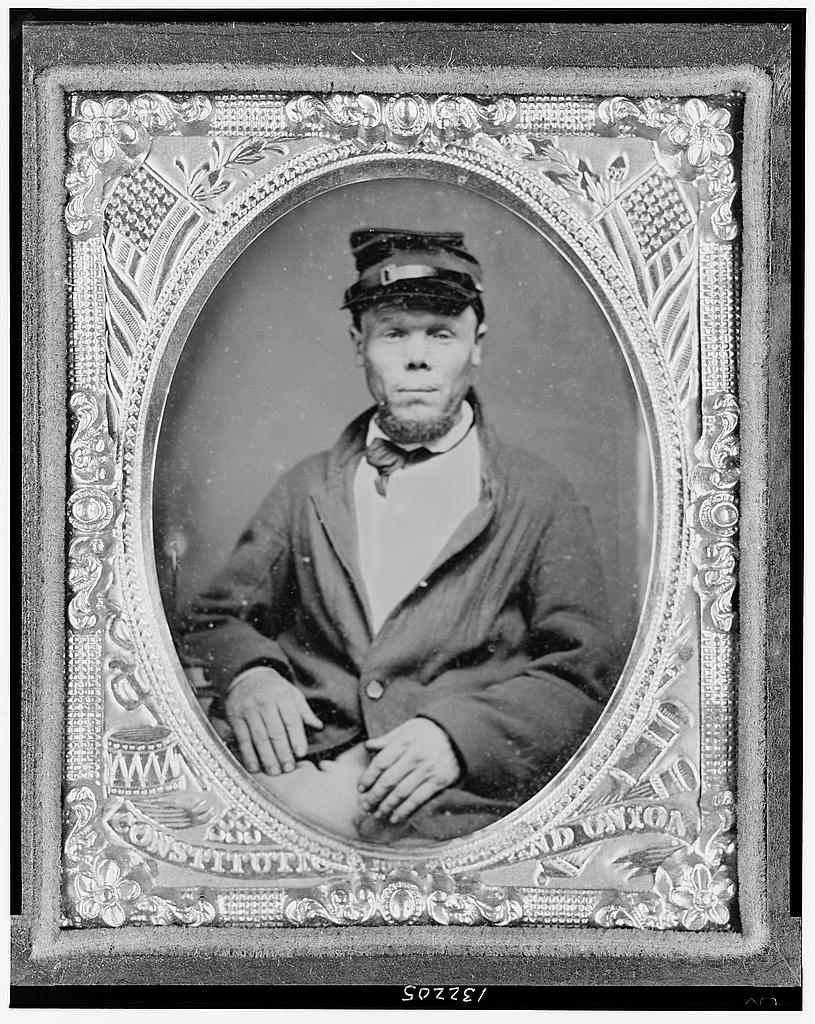
Soldado de la guerra civil estadounidense con quepis.

El precio barato y su utilidad en combate hizo que el quepis fuese el gorro militar más popular de la segunda mitad del siglo XIX. Holandeses, noruegos, daneses, suecos, griegos, portugueses, japoneses, rumanos, etc. utilizaron sus propios quepis que adoptaron así múltiples diseños nacionales. La gendarmería belga lo empleó hasta los años 50. Muchos ejércitos latinoamericanos lo usaron, mayoritariamente copias exactas del modelo francés. Como dato significativo, las naciones con una tradicional rivalidad militar con Francia evitaron el uso del quepis. Ni alemanes ni británicos usaron este gorro, mientras que en España el ros suponía una alternativa propia al modelo francés.

## Ejército de los Estados Unidos de América
La popularidad del quepis viene dada sin duda por su uso durante la Guerra de Secesión y la infinidad de iconografía que ha generado dicho conflicto. La primera versión de quepis utilizada en el Ejército de los Estados Unidos data de 1858. Oficialmente se le conocía como forage cap, pero pronto adoptó el apodo de boomers cap. El quepis también fue usado por el Ejército de los Estados Confederados.

## Ejército de México
Introducido en el ejército mexicano, después de la primera intervención francesa conocida como la Guerra de los Pasteles en 1838. Fue adaptado por su peculiar forma, elegancia y facilidad de fabricación. Evidente que durante las guerras que tuvo México con la Primera intervención estadounidense en 1847, la Guerra de Reforma o de los tres años de 1857 a 1860, fue el obligatorio para el ejército republicano y conservador. Pero la segunda intervención francesa en 1862, con el ejército francés invasor, aparecieron nuevos modelos estilizados que rápidamente fueron utilizados por el ejército imperial de Maximiliano. Cuando cae el imperio, el kepi continua su existencia en el ejército del porfiriato, continuando siendo utilizado por el ejército federal durante la Revolución Mexicana de 1910. Posteriormente fue desechado de la utilización en el ejército, por modernización y cambios de atuendos. Actualmente solo el Heroico Colegio Militar en México DF y El
Colegio del Aire lo utilizan en sus respectivos uniformes de gala.

## Ejército del Perú

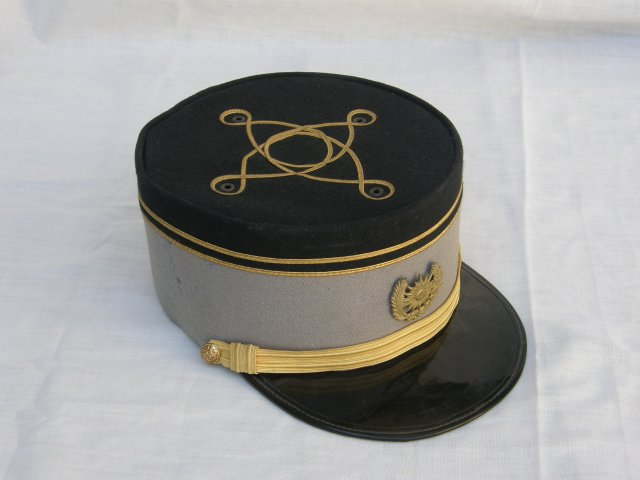
Quepi de cadete de la Escuela Militar de Chorrillos - Ejército del Perú

En el Ejército del Perú es una característica muy tradicional el uso del quepi entre los cadetes en la Escuela Militar de Chorrillos (Escuela de Oficiales del Ejército), oficialmente el quepi es parte del uniforme del cadete de la Escuela Militar desde 1906 después que llegara al Perú la misión militar francesa que estaba reorganizando el Ejército después de la Guerra del Pacífico.